# Joseph Oppenhoff
Joseph Oppenhoff ( 4 de agosto de 1868 en Aquisgrán; f. 22 de junio de 1958 en Bonn), fue presidente de la Audiencia provincial en Aquisgrán y uno de los líderes más importantes de la Asociación de Estudiantes Alemanes Católicos durante la República de Weimar y en la posguerra. Entre los años 1919 y 1928 fue diputado del Partido Católico del Centro en el parlamento prusiano. En 1933, la mayoría de los diputados de este partido votaron a favor de la investidura de Hitler.